# تیچواتس
تیچواتس (به صربی: Tićevac) یک منطقهٔ مسکونی در صربستان است که در ژاباری واقع شده‌است. تیچواتس ۲۶۵ نفر جمعیت دارد.